# 三人行 (電影)
《三人行》（英語：THREE）是杜琪峰执导、游乃海编剧，寰亚电影、银河映像、爱奇艺影业等公司联合出品的一部警匪剧情片，赵薇、古天乐和钟汉良主演，中国于2016年6月24日上映，香港則于7月14日上映。
值得一提的是，本電影亦是鍾漢良近年鮮有以粵語演出的電影。

## 剧情
一個醫生、一個悍匪、一個警察，一夜驚心動魄。
佟倩從大陸來港，憑實力當上腦外科副主管，成績驕人，極自負。最近卻手術失準，被病人當眾斥罵，她只好逼得自己更緊，精神緊繃……
重犯張禮信頭部中槍，被送進醫院，卻奇跡地醒來，更冒生命危險，堅拒做手術取出彈頭。留院時間是最好的逃走機會，他必須盡力拖延……
總督察陳偉樂急於盤問，讓下屬拔槍逼供，竟意外開了槍。原本只要張禮信死，便死無對證，可惜事與願違。他為了掩飾過錯，漸漸變得不擇手段……
佟倩不能再讓病人死去，千方百計為張禮信做手術；張禮信傷情惡化，必須利用醫生抗衡警察，把握機會逃亡；陳偉樂將計就計，不惜在醫院開戰，殺人滅口。同時，張禮信的同黨已潛入醫院，放置炸彈，無辜病人全都成了警匪博弈的籌碼！
三人因一己執念而愈走愈偏，人性也愈來愈扭曲，引發諸多隱瞞、利用與欺騙。醫院成戰場，危機一觸即發……

## 角色
| 演員   | 角色   | 備註                                    |
| 趙 薇  | 佟 倩  | 維多利亞醫院腦外科副顧問醫生            |
| 古天乐 | 陈伟乐 | 總督察                                  |
| 钟汉良 | 张礼信 | 悍匪 最後因頭部中槍後耽誤醫治變成植物人 |
| 卢海鹏 | 鍾伯   | 精神病人 最後返回精神病院               |
| 張兆輝 | 霍顯輝 | 維多利亞醫院腦外科主管                  |
| 林 雪  | 肥佬   | 警員                                    |
| 龔慈恩 | 鄔思思 | 護士長                                  |
| 洪天明 | 阿澤   | 病人 六個月仍未出院                     |
| 谢天华 | 悍匪   | 張禮信之同黨 最後被警方槍殺             |
| 黃浩然 | 悍匪   | 張禮信之同黨 最後被警方槍殺             |
| 王梓軒 | 洪生   | 癱瘓病人 最後在樓梯摔下自殺時反而復原   |
| 歐錦棠 | 溫敬棠 | 警長                                    |
| 朱健鈞 | 周仲鈞 | 腦外科醫生                              |
| 何果軒 | 楊禮傑 | 警員                                    |
| 張國強 | 吳吉祥 | 病人 最後在醫院中逝世                   |
| 譚玉瑛 | 吳太   | 病人家屬                                |
| 詹秉熙 | 李卓熙 | 高級督察                                |
| 吳華山 | 尹崇山 | 警員                                    |
| 施祖南 | 悍匪   | 張禮信之同黨 最後被警方槍殺             |
| 菁瑋   | 何華女 | 高級督察                                |
| 馬賽   |        | 記者                                    |
| 石致豪 | 石醫生 | 急症科醫生                              |
| 陳佩思 |        | 護士                                    |
| 趙永洪 |        | 麻醉科醫生                              |
| 張耀棟 |        | 腦外科醫生                              |
| 吳嘉星 |        | 護士                                    |
| 石天欣 |        | 護士                                    |
| 黄芷晴 |        | 護士                                    |
| 劉俐   |        | 護士                                    |
| 林洛鍶 |        | 護士                                    |
| 沈穎婷 |        | 護士                                    |
| 杜琪峰 | 黃勝   | 高級警司 陳偉樂之上司 只作聲音演出      |

## 风格
整部电影几乎在医院场景拍摄，其中大部分剧情发生在开阔的病房，具有鲜明的实验色彩。

## 创作
2015年3月上旬在广州开拍，同年7月下旬杀青。本片部分對白向《PTU》、《黑社會》和《放·逐》等杜琪峰舊作致敬。

## 電影歌曲
| 曲別   | 歌名         | 作曲   | 作詞          | 編曲   | 監製           | 演唱   |
| ------ | ------------ | ------ | ------------- | ------ | -------------- | ------ |
| 主題曲 | 《之乎者也》 | 羅大佑 | 羅大佑、林 夕 | 陳輝陽 | 陳輝陽、馮翰銘 | 王菀之 |

## 票房
中国大陆首周三天收获6250万位居第五位。次周取得3450万列第七位。最终累计1亿元。

## 奬項
| 年度   | 颁奖典礼                   | 奖项                                    | 姓名           | 结果 |
| ------ | -------------------------- | --------------------------------------- | -------------- | ---- |
| 2016年 | 第53屆金馬獎               | 最佳導演                                | 杜琪峰         | 提名 |
| 2016年 | 第53屆金馬獎               | 最佳原創電影音樂                        | Xavier Jamaux  | 提名 |
| 2017年 | 第23屆香港電影評論學會大獎 | 最佳電影                                | 《三人行》     | 提名 |
| 2017年 | 第23屆香港電影評論學會大獎 | 最佳導演                                | 杜琪峰         | 提名 |
| 2017年 | 第11屆亞洲電影大獎         | 最佳原創電影音樂                        | Xavier Jamaux  | 提名 |
| 2017年 | 第19届上海国际电影节       | 电影频道传媒关注单元-最受传媒关注男主角 | 鍾漢良         | 獲獎 |
| 2017年 | 第36屆香港電影金像獎       | 最佳導演                                | 杜琪峰         | 提名 |
| 2017年 | 第36屆香港電影金像獎       | 最佳攝影                                | 鄭兆強、陶鴻武 | 提名 |